# 月桔蚜
月桔蚜（学名：Sinomegoura citricola）为常蚜科修尾蚜屬下的一个种。